# Turret Point
Turret Point – przylądek na południowym wybrzeżu Wyspy Króla Jerzego, oddzielający Zatokę Króla Jerzego od cieśniny Katsui Strait. Na wschód od przylądka leży Zatoka Słoni Morskich. Na przylądku znajduje się kolonia kormoranów niebieskookich.